# Jim Palmer
James Alvin „Jim“ Palmer (* 15. Oktober 1945 in New York City, New York) ist ein ehemaliger US-amerikanischer Baseballspieler in der Major League Baseball (MLB). Sein Spitzname ist Cakes.

## Biografie
Jim Palmer verbrachte seine gesamte Karriere in der American League bei den Baltimore Orioles, als deren größter Pitcher er gilt. 1963 verpflichteten die Orioles den rechtshändigen Werfer im Amateur Draft. Sein Debüt bei den Orioles gab er am 17. April 1965. 1966 ersetzte er Milt Pappas in der Werferrotation der Orioles. Ihm gelangen fünfzehn Siege und er konnte mit seinem Team die Meisterschaft in der AL erringen und in die World Series einziehen. Am 6. Oktober warf Palmer das zweite Spiel der Serie gegen die Los Angeles Dodgers und deren Starpitcher Sandy Koufax. Die Orioles gewannen das Spiel mit 6:0 und Palmer warf das komplette Spiel. Damit war er der jüngste Werfer, der ein komplettes Spiel und einen Shutout in der World Series erzielte. Die Orioles gewannen die Serie mit 4:0.
Aber in den beiden darauffolgenden Jahren hatte Palmer mit Arm-, Schulter- und Rückenproblemen zu kämpfen. Durch Operationen konnte er erst 1969 wieder aktiv in das Baseballgeschehen eingreifen, nachdem er die komplette Saison 1968 nicht auf dem Major-League-Niveau gespielt hatte. Mit Mike Cuellar, Dave McNally und Palmer besaßen die Orioles eine hochkarätige Werferrotation. Am 13. August 1969 gelang Palmer ein No-Hitter gegen die Oakland Athletics. Diese Saison gewannen die Orioles erneut die Meisterschaft in der American League, unterlagen aber den New York Mets in der World Series. 1970 und 1971 gewannen McNally (24 und 21), Cuellar (24 und 20) und Palmer (20 und 21) mehr als 20 Spiele. 1971 gesellte sich noch Pat Dobson mit 20 Siegen hinzu. Die Orioles von 1971 und die Chicago White Sox von 1920 waren bis heute die einzigen Baseballteams mit vier Werfern mit 20 und mehr Siegen in einer Saison. 1970 und 1971 konnten die Orioles auch die World Series für sich entscheiden. Insgesamt kam Palmer in acht Spielzeiten auf über 20 Siege. 1973, 1975 und 1976 gewann er jeweils den Cy Young Award der American League. Von 1976 bis 1979 gewann er viermal in Folge den Gold Glove Award als bester Feldspieler auf der Position des Pitchers. Sechsmal nahm er am All-Star-Spiel teil.
Seit der Saison 1979 kämpfte Palmer immer mit Verletzungsproblemen, die ihn nicht wieder zu gewohnter Stärke finden ließen. 1983 erreichte er nochmals die World Series mit seinem Team. Hier erreichte er im dritten Spiel als Einwechselwerfer für Mike Flanagan. Mit diesem Sieg gegen Steve Carlton von den Philadelphia Phillies war Palmer der erste Pitcher, der in drei verschiedenen Jahrzehnten einen Sieg in der World Series erzielte. Sein letztes Spiel bestritt er am 12. Mai 1984, bevor er am 23. Mai 1984 von den Orioles entlassen wurde und er seine Karriere beendete. In keiner seiner 19 Spielzeiten hatte er einen Grand-Slam-Home-Run zugelassen.
Palmer blieb auch nach seiner Spielerlaufbahn dem Baseball treu und arbeitet noch heute als Kommentator für nationale und lokale Fernsehstationen. 1990 wurde er in die Baseball Hall of Fame gewählt.